# Habicht (Berg)
Der Habicht (im Volksmund auch Hager oder Hoger) ist ein 3277 m ü. A. hoher Berg in den Stubaier Alpen in Tirol, Österreich.

## Topographie
Der Habicht liegt zwischen dem Stubaital im Nordwesten, dem Pinnistal, einem Seitental des Stubaitals im Osten und dem Gschnitztal im Südosten. Er ist die höchste Erhebung im Habichtkamm, einem Gebirgskamm, der nahe den Feuersteinen vom Alpenhauptkamm abzweigt und in nordöstlicher Richtung bis zur Elferspitze verläuft. Sein südwestlicher Nachbargipfel ist die 3133 m hohe Glättespitze, im Nordosten liegt das 2833 m hohe Schaufelspitzl. Im Osten liegt das Pinnisjoch (2370 m), ein Übergang zwischen Pinnis- und Gschnitztal, wo der Serleskamm vom Habichtkamm abzweigt. Der Habicht trägt drei Gletscher. Nordseitig ist der steile Mischbachferner, nordöstlich der kleine Pinnisferner eingebettet, südostseitig liegt der flache Habichtferner. Auch unterhalb der Südwestflanke findet sich ein kleines Firnfeld.

## Geschichte
Lange Zeit galt der Habicht, von den Einheimischen „Hoger“ genannt, aufgrund seiner markanten Form als höchster Berg Tirols:

„Der Hoger in Gschnitz,

der Waldraster Spitz

und die Martinswand

sein die höchsten im Land.“

Von allen hohen Gipfeln des Stubai wurde der Habicht als erster touristisch bestiegen, wobei vorher bereits einheimische Jäger und die Gehilfen der Landesvermessung auf dem Gipfel waren. Peter Carl Thurwieser fand bei seiner Besteigung des Berges am 1. September 1836 einen Steinmann auf dem Gipfel vor. Zusammen mit dem Bergführer Ingenuin Krösbacher aus Fulpmes stieg man von der nördlich gelegenen Pinnisalm aus zum Pinnisjoch hinauf, dann in westlicher Richtung zur Speikgrathöhe und über ein Firnfeld und den Habicht-Ostgrat zum Gipfel. Die Gehzeit betrug nach Thurwiesers Angaben drei Stunden und 25 Minuten. Er hielt sich viereinhalb Stunden auf dem Gipfel auf, um Aufzeichnungen zur Aussicht anzufertigen und barometrische Messungen durchzuführen. Der Abstieg führte über den gleichen Weg.

## Wege
Von der Innsbrucker Hütte am Pinnisjoch aus ist der Habicht auf dem Normalweg verhältnismäßig leicht (Stellen UIAA I) zu erreichen. Der Weg führt durch die Südostflanke, der darüberliegende Habichtferner ist spaltenfrei, aber im Spätsommer eventuell aper. Weitere Anstiege sind der Westliche Nordgrat (III), der Mischbachferner (Eistour, 50°), der Östliche Nordgrat (IV), die Nordostwand (II), von Südosten (II), der Südwestgrat (II) und der Südwestpfeiler (IV+). Im Winter kann der Habicht bei sicheren Verhältnissen als Skitour über die Südwestflanke oder auch über den Mischbachferner bestiegen werden.

## Galerie

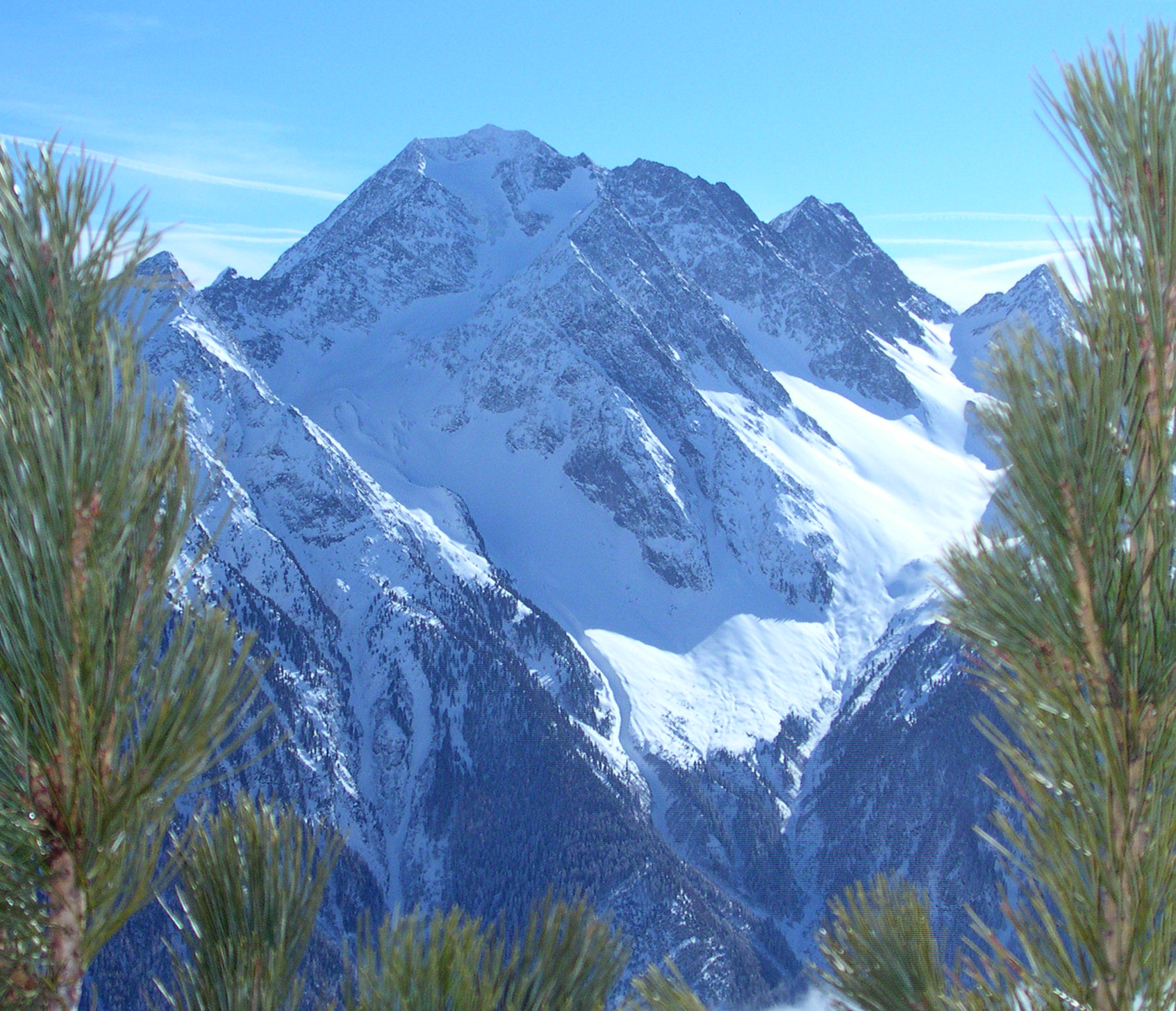
Von Norden (Seeblasspitze)
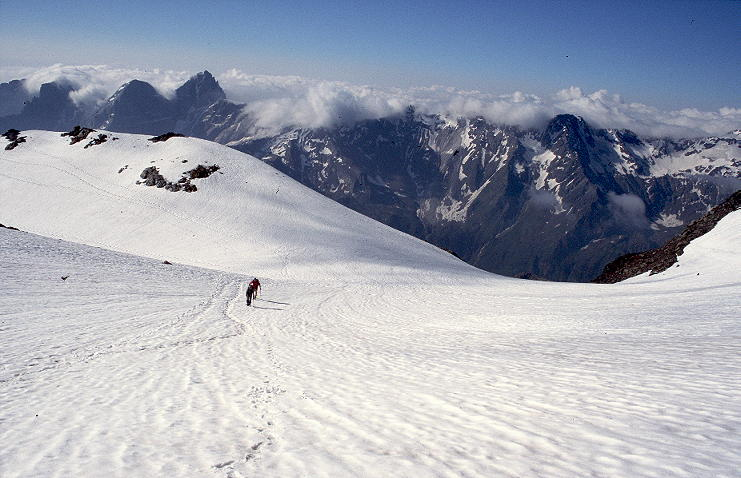
Der Habichtferner
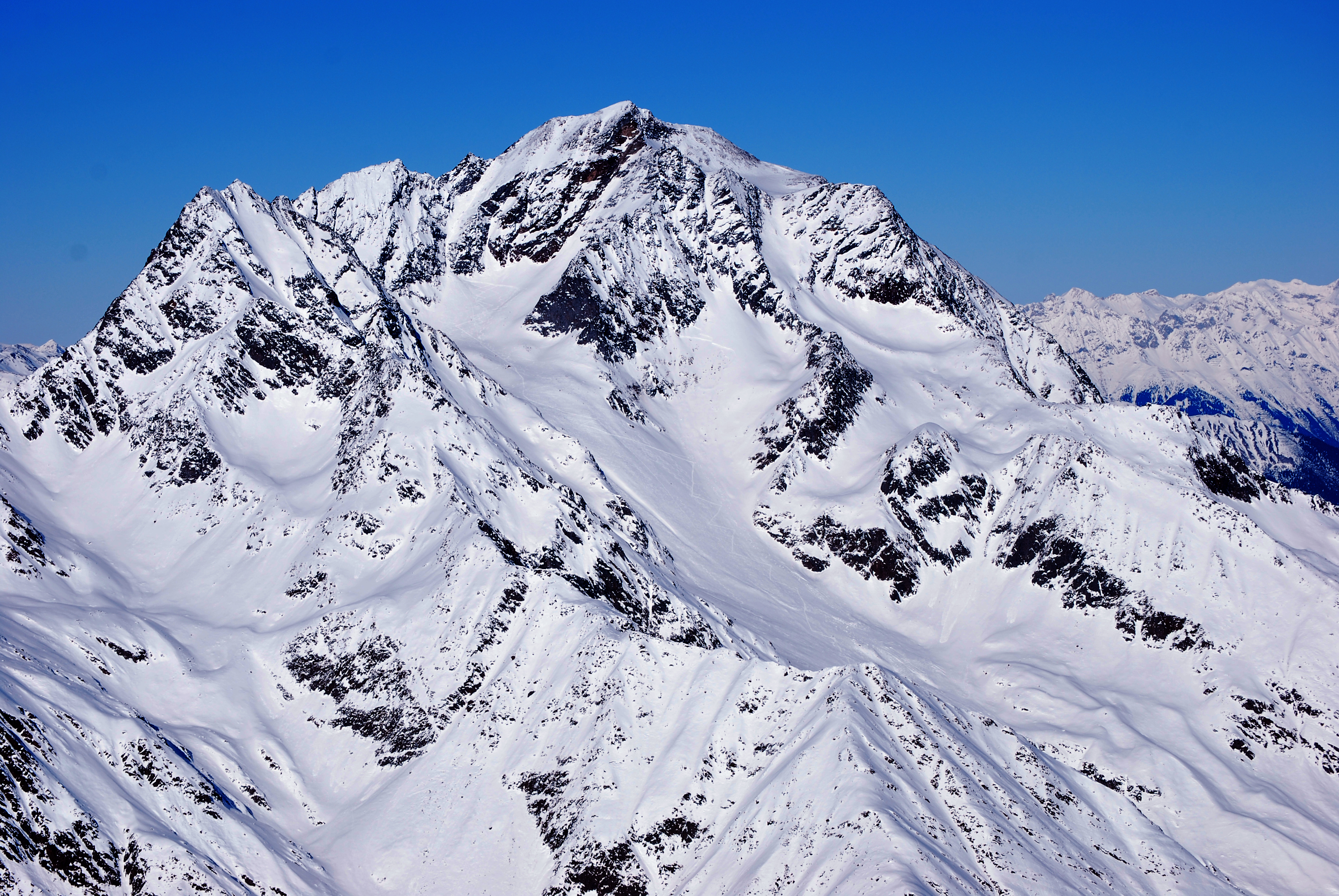
Der Habicht von Süden mit Spuren von Skitourengehern
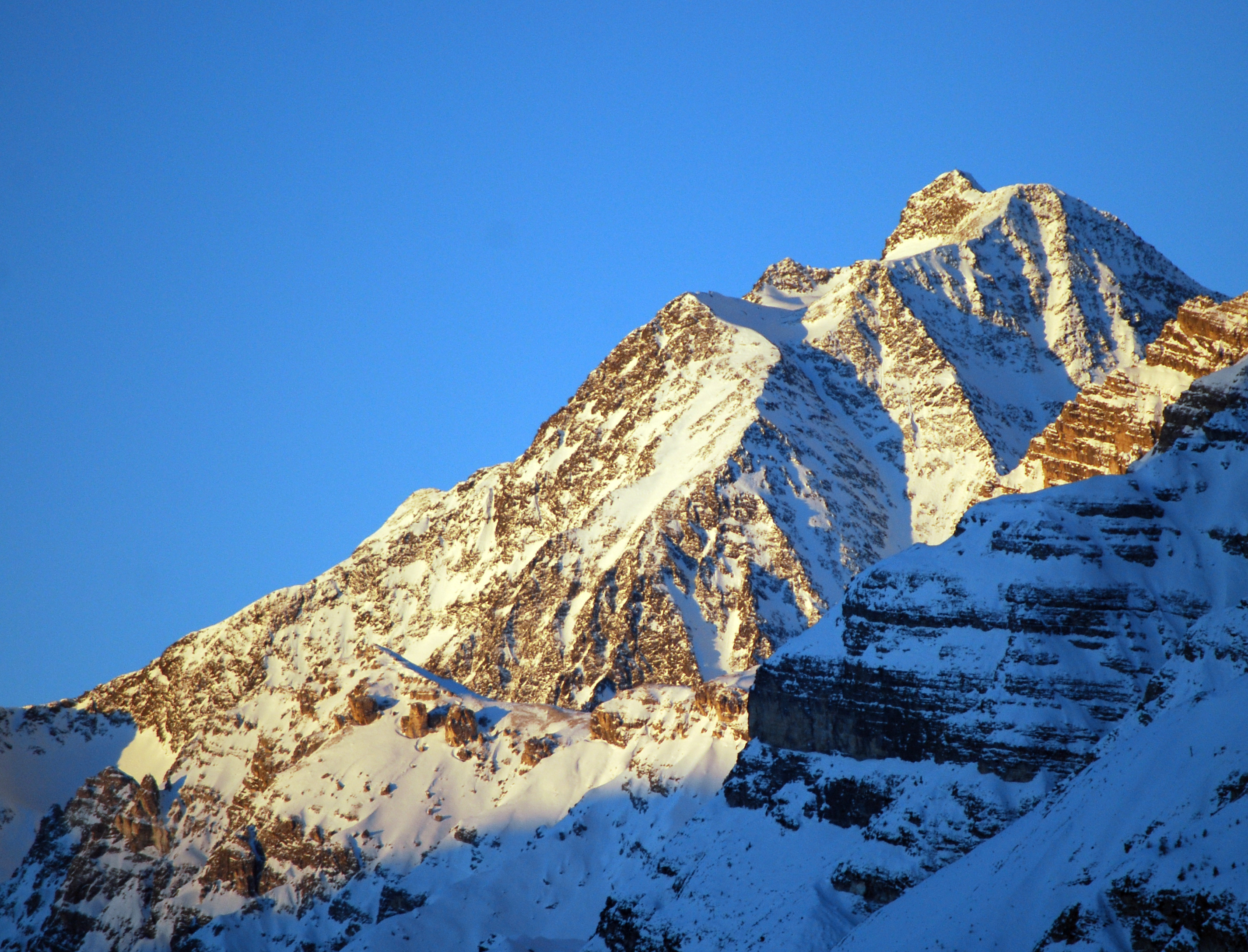
Von Steinach am Brenner
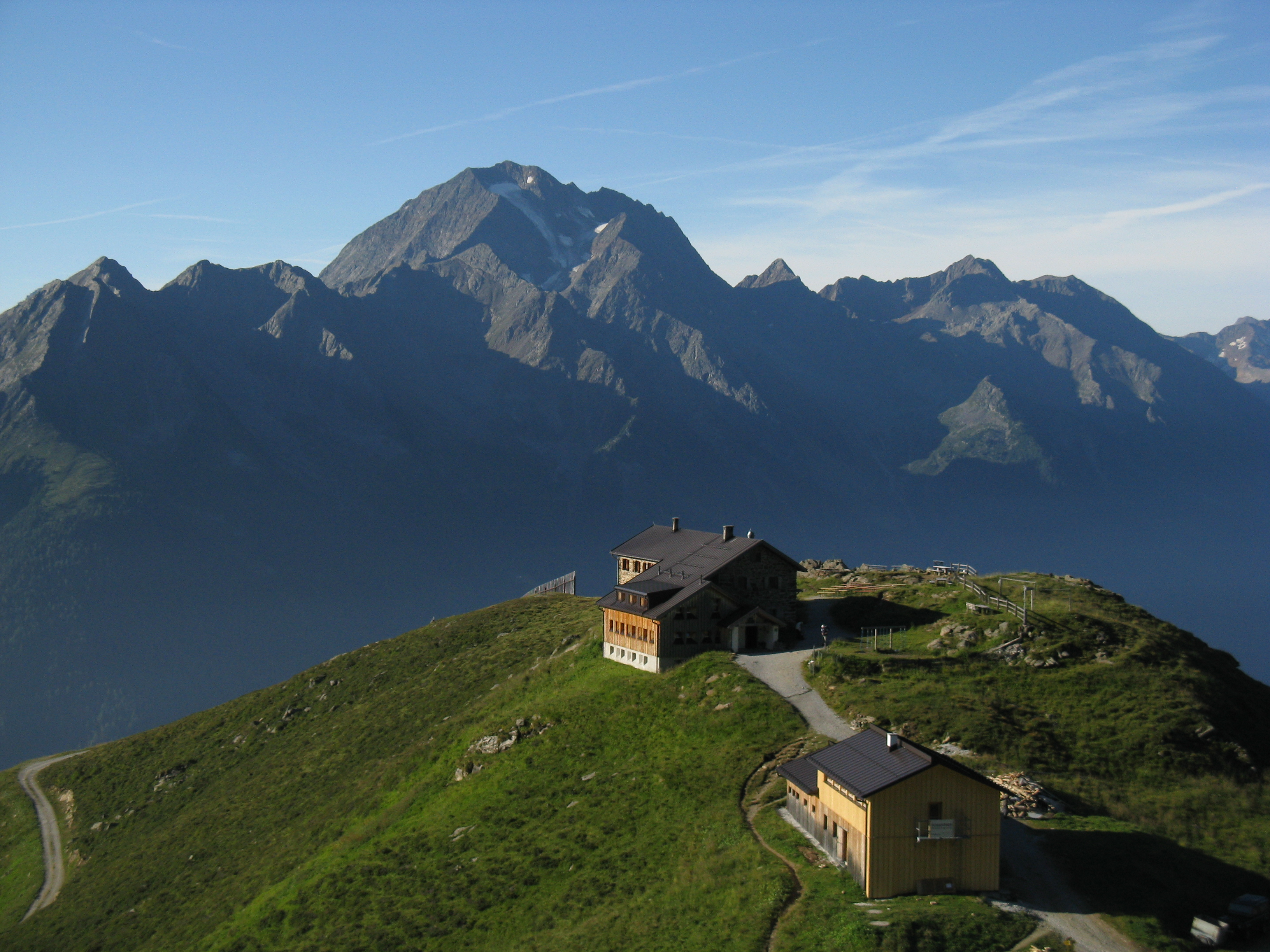
Der Habicht mit Starkenburger Hütte im Vordergrund
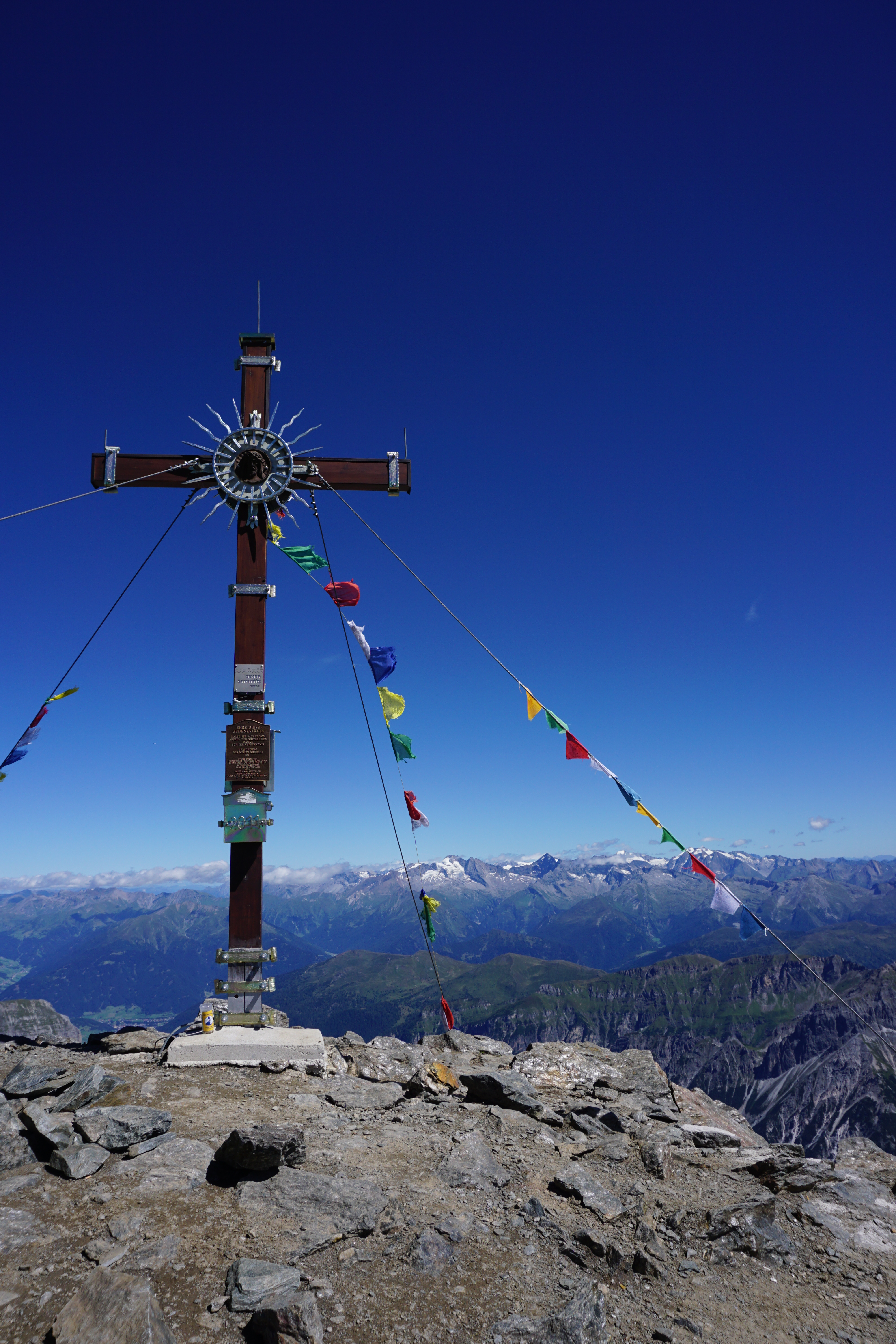
Gipfelkreuz des Habichts